# IC 355
IC 355 — галактика типу Sc (компактна спіральна галактика) у сузір'ї Телець.
Цей об'єкт міститься в оригінальній редакції індексного каталогу.